# الاشتراكية الوطنية الشهرية
Nationalsozialistische Monatshefte ( الاشتراكية الوطنية الشهرية ) هي مجلة سياسية وثقافية أنتجها الحزب النازي وحررها ألفريد روزنبرغ. نُشرت طبعته الأولى عام 1930. كان بمثابة منتدى للمتخصصين في مختلف التخصصات الأكاديمية، بما في ذلك اللغويات والتاريخ، لتقديم أبحاثهم في شكل شائع، في كثير من الأحيان مع التركيز العنصري.